# Briquetia denudata
Briquetia denudata là một loài thực vật có hoa trong họ Cẩm quỳ. Loài này được (Nees & Mart.) Chodat mô tả khoa học đầu tiên năm 1917.